# Herichthys
Herichthys es un pequeño género de peces oriundos de América del Norte y de América Central pertenecientes a la familia de los cíclidos. El género comprende en la actualidad unas diez especies.

## Especies
- Herichthys bartoni Bean, 1892
- Herichthys carpintis Jordan & Snyder, 1899
- Herichthys cyanoguttatus Baird & Girard, 1854
- Herichthys deppii Heckel, 1840
- Herichthys labridens Pellegrin, 1903
- Herichthys minckleyi Kornfield & Taylor, 1983)
- Herichthys pantostictus Taylor & Miller, 1983
- Herichthys pearsei Hubbs, 1936
- Herichthys steindachneri Jordan & Snyder, 1899
- Herichthys tamasopoensis Artigas Azas, 1993

## referencias
1. ↑  Baird, Spencer F. & C.F. Girard; 1854; "Descriptions of new species of fishes collected in Texas, New Mexico and Sonora, by Mr. John H. Clark, on the U. S. and Mexican Boundary Survey, and in Texas by Capt. Stewart Van Vliet, U. S. A."; Proceedings of the Academy of Natural Sciences of Philadelphia; 7; pp. 24-29.
2. ↑  Juan Miguel Artigas Azas. 2009. Herichthys, Cichlidroom.

- Datos: Q3690
- Multimedia: Herichthys / Q3690
- Especies: Herichthys